# Cainta
Cainta est une municipalité de la province de Rizal, aux Philippines.